# 甘蔗棘盾介殼蟲
甘蔗棘盾介殼蟲（学名：Acanthomytilus sacchari）为盾介殼蟲科棘盾介殼蟲屬下的一个种。